# Курськ (аеропорт)
Курськ або Халіно (рос. Халино) — аеродром спільного базування, розташований за 7 км на схід від центру міста Курськ. Тут знаходиться міжнародний аеропорт «Курськ-Східний» (закритий з 24 лютого 2022 року) і військова авіабаза «Халіне», на якій базується 14-й винищувальний авіаполк 105-ї змішаної авіаційної дивізії, оснащений літаками Су-30СМ.

## Історія
З 1940 року на аеродромі було сформовано 48-му дальньо-бомбардувальну авіаційну дивізію, полки якої розташовувалися на польових аеродромах аеровузла Курськ.
З березня 1958 року до квітня 1961 року на аеродромі базувався 178-й винищувальний авіаційний полк ППО на літаках МіГ-15 і МіГ-17. Полк перебазувався з аеродрому Орєшкіно (місто Калуга) і виконував завдання протиповітряної оборони, входячи до складу 15-ї гвардійської винищувальної авіаційної дивізії до свого розформування.
З квітня 1979 року до свого розформування 1 травня 1998 року на аеродромі базувався 472-й винищувальний авіаційний полк ППО на літаках МіГ-23С, він виконував завдання протиповітряної оборони та входив до складу 7-го корпусу ППО (з 1994 року — 7-ї дивізії ППО).
З 14 травня 1999 року на аеродромі базується 14-й гвардійський винищувальний авіаційний Ленінградський Червонопрапорний ордена Суворова полк імені А. А. Жданова Західного військового округу, на озброєнні якого стоять літаки Су-30СМ.
14 травня 2021 року аеропорту присвоєно ім'я радянського інженера-авіаконструктора Михайла Гуревича.

### Російсько-українська війна
Через російське вторгнення в Україну з 03:45 24 лютого 2022 року введено заборону на всі польоти з аеропорту.
6 грудня 2022 року, вранці, сталася пожежа на аеродромі через атаку БпЛА, внаслідок чого відбулося загорання нафтонакопичувача. Полум'я горіло понад годину.
22 березня 2023 року в районі аеропорту Курська пролунав вибух. Офіційних повідомлень щодо інциденту не було.
27 серпня 2023 року було повідомлено про те, що контррозвідка СБУ шістнадцятьма безпілотними літальними апаратами атакувала аеродром у Курську в ніч на 27 серпня і вразила декілька літаків та елементи ППО. Місцева влада визнала лише факт попадання одного збитого з курсу БпЛА в стіну багатоповерхівки, натомість за неофіційними даними СБУ було уражено 4 винищувачі Су-30, 1 — МіГ-29, також два Панцирь-С1 і РЛС комплексу С-300.
24 вересня 2023 року по аеродрому було завдано удару БПЛА. За повідомленнями ЗМІ зафіксовані втрати серед російських військових внаслідок вибуху збитого БпЛА, при спробі його оглянути. Під час вибуху були вбиті або отримали поранення: командир 14-го авіаполку, один з його заступників, група офіцерів-авіаторів, представник військової контррозвідки ФС та працівники аеродрому.

## Сучасний стан
Є аеродромом спільного базування (використовується як цивільною, так і військовою авіацією), допущений до прийому і випуску міжнародних рейсів.
Аеродром має ще назву Халіно — за назвою однойменного селища Халине поруч з аеродромом.
Аеродром «Курськ (Східний)» здатний приймати літаки Іл-76 (1 виліт на добу), Ту-154 (1 виліт на добу), Boeing 737—500 (3 вильоти на тиждень), Ту-134, Sukhoi Superjet 100 (1 виліт на добу), Як-42, Ту-204 та інші типи ПС 3-4 класу, вертольоти всіх типів. Максимальна злітна вага повітряного судна 190 тонн. Класифікаційне число ЗПС (PCN) 22/R/A/X/T.

### Авіакомпанії та напрямки
| Авіакомпанія | Пункт призначення                                                          |
| ------------ | -------------------------------------------------------------------------- |
| RusLine      | Мінеральні Води, Москва-Внуково, Санкт-Петербург (Пулково) Сезонний: Анапа |
| Utair        | Сочі                                                                       |